# 1984 na política

## Eventos
- Surge no Brasil o movimento das Diretas Já.
- Jaime Lusinchi assume a presidência da Venezuela.
- 1 de janeiro - Brunei torna-se um país independente.
- 4 de agosto - O Alto Volta muda de nome para Burkina Faso.
- 26 de setembro - O Reino Unido e a República Popular da China assinam o tratado inicial para a devolução do território de Hong Kong à China em 1997.
- 4 de outubro - adotada a bandeira do Egito.
- 4 de novembro - Os sandinistas da FSLN vencem as primeiras eleições gerais pluralistas da Nicarágua, com 66% dos votos. Daniel Ortega é eleito presidente.
- 4 de dezembro - Militantes do Hezbollah desviam um avião da Kuwait Airways e matam 4 passageiros.

## Nascimentos
| Data           | Nome                                                 | Profissão                                                | Nacionalidade | Observações | Ref |
| -------------- | ---------------------------------------------------- | -------------------------------------------------------- | ------------- | ----------- | --- |
| 15 de setembro | Príncipe Harry de Gales (Henry Charles Albert David) | príncipe inglês, neto da rainha Isabel II do Reino Unido | Reino Unido   |             |     |

## Mortes
| Data          | Nome              | Profissão                                  | Nacionalidade           | Observações | Ref |
| ------------- | ----------------- | ------------------------------------------ | ----------------------- | ----------- | --- |
| 3 de janeiro  | Ivete Vargas      | política                                   | Brasil                  | n. 1927     |     |
| 26 de março   | Ahmed Sékou Touré | presidente da Guiné-Conacri de 1958 a 1984 | França (Guiné francesa) | n. 1922     |     |
| 29 de agosto  | Muhammad Naguib   | presidente do Egipto de 1953 a 1954        | Reino Unido (Sudão)     | n. 1901     |     |
| 31 de outubro | Indira Gandhi     | política da Índia                          | Reino Unido (Índia)     | n. 1917     |     |